# Aldrig en LP
Aldrig en LP är ett musikalbum utgivet 1986 av Asta Kask. Samma spår släpptes 1991 på CD-albumet Aldrig en CD. Asta Kask hade tidigare varit emot att släppa en LP, men innan de skulle lägga av bestämde de sig för att ta nya, gamla och några av sina första låtar och spela in denna LP. 2013 släpptes detta album på nytt med remastrat ljud och med ett annat omslag på grund av konflikter mellan förra skivbolaget Rosa Honung och Asta Kask.

## Låtar på albumet
| Nr  | Titel                | Längd | Notering                                          |
| --- | -------------------- | ----- | ------------------------------------------------- |
| 1.  | Lasse Lasse liten    | 3:03  |                                                   |
| 2.  | Mänskliga faktorn    | 2:57  |                                                   |
| 3.  | Landsplikt           | 2:04  | Nyinspelning. Original på En tyst minut           |
| 4.  | Atrapper             | 2:19  |                                                   |
| 5.  | Banal ballad         | 2:30  |                                                   |
| 6.  | Välfärdens pris      | 2:48  |                                                   |
| 7.  | Sista klivet         | 2:30  |                                                   |
| 8.  | Vårt dagliga bröd    | 1:56  |                                                   |
| 9.  | Fram & bak           | 2:31  |                                                   |
| 10. | Ringhals brinner     | 2:54  | Nyinspelning. Original på För kung och fosterland |
| 11. | Varje val, inget val | 2:40  |                                                   |
| 12. | AB böna & be         | 2:25  |                                                   |
| 13. | Johnny Boy           | 2:34  |                                                   |
| 14. | Aktiv ungdom         | 1:25  |                                                   |
| 15. | Inget ljus           | 2:04  | Nyinspelning. Original på Plikten framför allt    |
| 16. | SKS                  | 1:45  |                                                   |
| 17. | Oss hjältar emellan  | 2:35  |                                                   |
| 18. | Ångest del ett       | 3:20  | Nyinspelning. Original på En tyst minut           |
| 19. | Ångest del två       | 1:12  |                                                   |